# Karl Rudolphi
Karl Asmund Rudolphi (ur. 14 lipca 1771 w Sztokholmie, zm. 29 listopada 1832) – niemiecki zoolog, botanik i anatom, uważany za jednego z twórców helmintologii. Tytuł doktora nauk medycznych uzyskał w 1795 roku na Uniwersytecie w Greifswaldzie. 

## Wybrane prace
- Beobachtungen über die Eingeweidewürmer w: „Archiv für Zoologie und Zootomie”, 2, 1801, s. 1–65
- Neue Beobachtungen über die Eingeweidewürmer w: „Archiv für Zoologie und Zootomie”, 3, 1803, s. 1–32
- Entozoorum sive vermium intestinalium historia naturalis (Amsterdam 1808–10, 3 Bde.)
- Grundriß der Physiologie (Berlin 1821–1828, 3 Bände)
- Anatomie der Pflanzen (Berlin 1807)
- Beiträge zur Anthropologie und allgemeinen Naturgeschichte (Berlin 1812)